# Pterolophia tsurugiana
Pterolophia tsurugiana är en skalbaggsart som först beskrevs av Masaki Matsushita 1934.  Pterolophia tsurugiana ingår i släktet Pterolophia och familjen långhorningar. Inga underarter finns listade i Catalogue of Life.